# Голованов Лев Вікторович
Лев Вікторович Голованов (21 вересня 1926 — 4 листопада 2015, Москва, Росія) — радянський та російський артист балету. Народний артист СРСР (1981). Член КПРС з 1954 року.
Закінчив Московську академію хореографії (1947).